# Alejandro Vial
Alejandro Vial Guzmán; político chileno. Nació en Santiago en 1827. Falleció en Rancagua, en 1914. Hijo de don Juan de Dios Vial del Río, abogado, diputado, senador, Presidente del Senado y Presidente de la Corte Suprema entre 1825 y 1852, y de doña María Jesús Guzmán Ortúzar.
Se graduó de agrimensor de la Universidad de Chile, en 1850. Su memoria trató de Los Mármoles de Chile. Fue en su primera juventud ensayador de la Casa de Moneda. 
Teniendo 29 años, fue nombrado ministro de Hacienda en 1856, bajo la administración del presidente Manuel Montt. Fue Intendente de Colchagua entre el 24 de octubre de 1861 al 28 de febrero de 1863, donde su familia tenía importantes extensiones de tierra. 
Fue por décadas gerente del Banco de Chile (1862) y del Banco Nacional de Chile (1863). 
Elegido Diputado por Caupolicán en 1855, representando al Partido Conservador. Electo por Santiago en 1858. Fue opositor del Presidente Balmaceda, quien decretó su destierro. Más tarde fue nuevamente Ministro de Hacienda, ahora en el gobierno del Presidente don Jorge Montt. Fue senador por Colchagua, en 1894 - 1900, siendo luego reelecto para el período 1900-1906. 
Fue miembro del Partido Conservador y Presidente de la tercera convención nacional de dicho partido. Sin embargo, en 1906 fue miembro del grupo de conservadores que apoyó la candidatura de don Pedro Montt a la Presidencia de la República, cargo en el cual resultó elegido.
Casó con doña Carmen Carvallo Ureta, hija de don Diego Carvallo Matta y de doña María Ureta Ossa, dejando numerosa descendencia.